# Żernica Wyżna
Żernica Wyżna – niezamieszkana osada w Polsce położona w województwie podkarpackim, w powiecie leskim, w gminie Baligród. Leży nad potokiem Ruchlin, znajduje się w niej odremontowana cerkiew św. Bazylego z 1800 i zabudowania dawnego PGR.

## Historia
Od roku 1539 była własnością Mikołaja Herburta Odnowskiego.
W połowie XIX wieku właścicielką posiadłości tabularnej Żernica Wyżna była Wanda hr. Dembińska.
W 1921 Żernica Wyżna liczyła 888 mieszkańców (w tym 86% grekokatolików).
W II Rzeczypospolitej wieś w powiecie leskim województwa lwowskiego. Po II wojnie światowej w okolicach wsi dokonywała się koncentracja bieszczadzkich oddziałów UPA. W latach 1944–1946 nacjonaliści ukraińscy z OUN-UPA zamordowali tutaj i we wsi Żernica Niżna 34 Polaków. Na skutek walk UPA z Wojskiem Polskim wieś uległa zniszczeniu, a miejscowa ludność w 1947 została wysiedlona (akcja „Wisła”).
W latach 2008–2013 został przeprowadzony remont cerkwi. W 2013 r. we wsi powstało prywatne lądowisko Dolina Ruchlinu-Żernica.

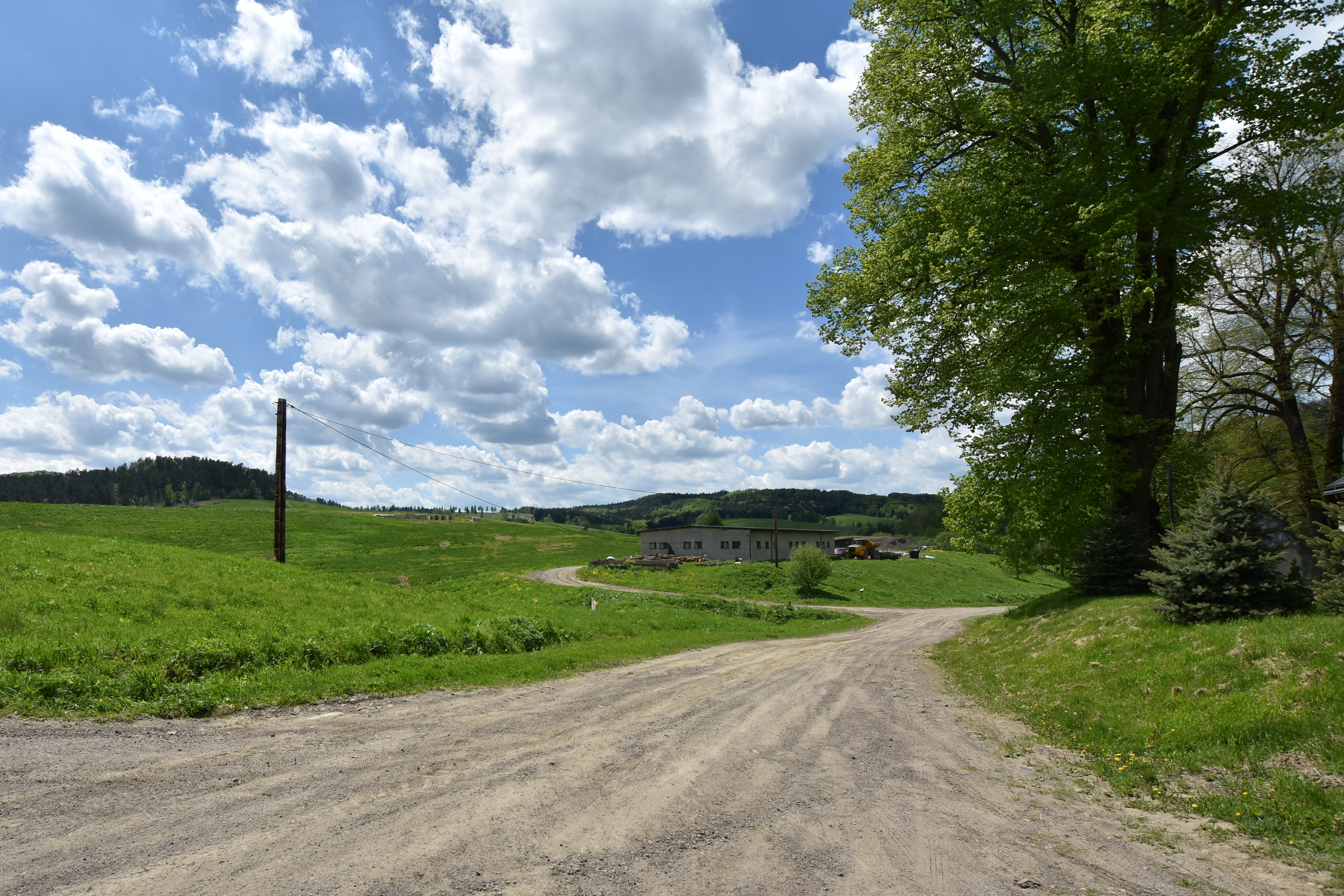
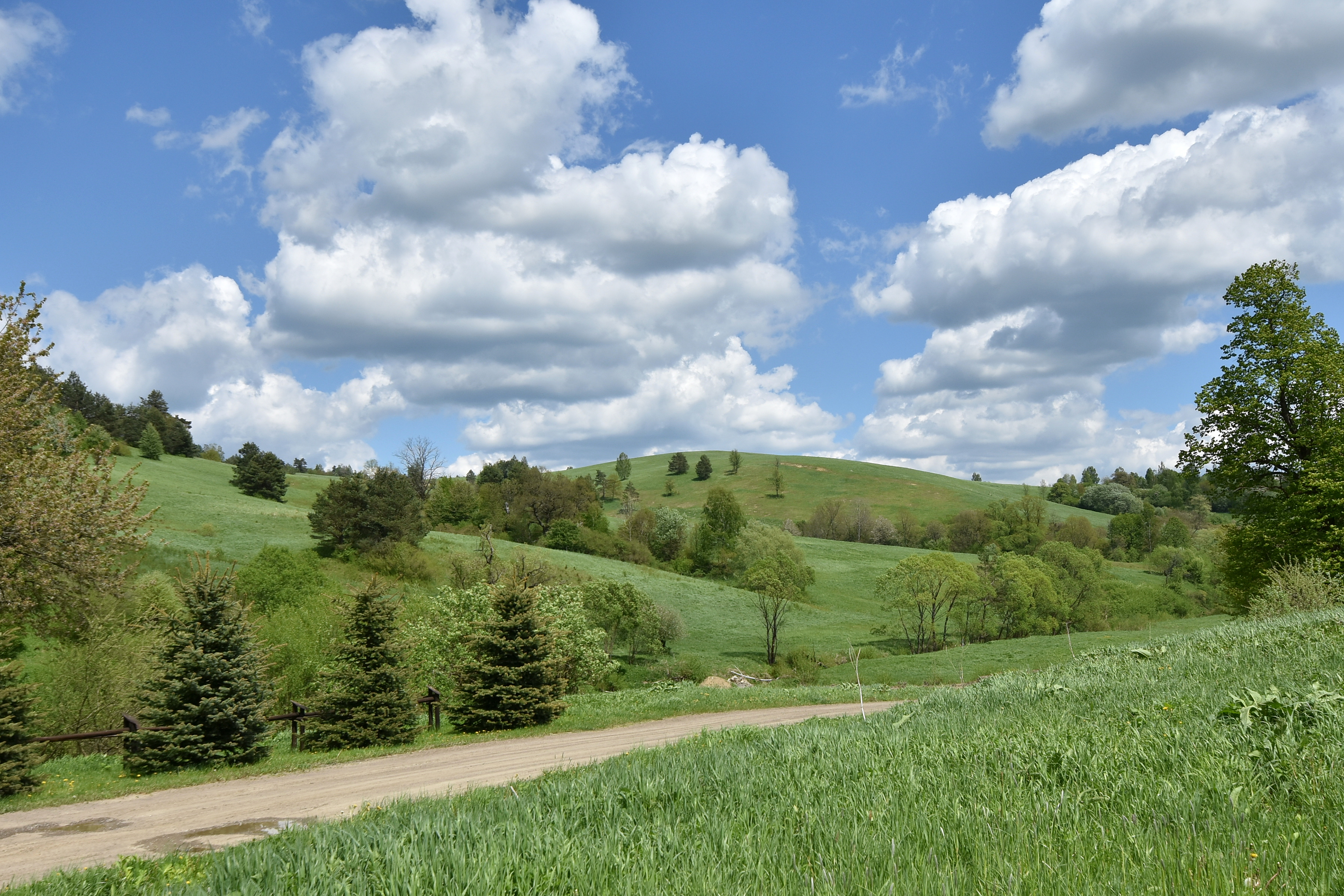
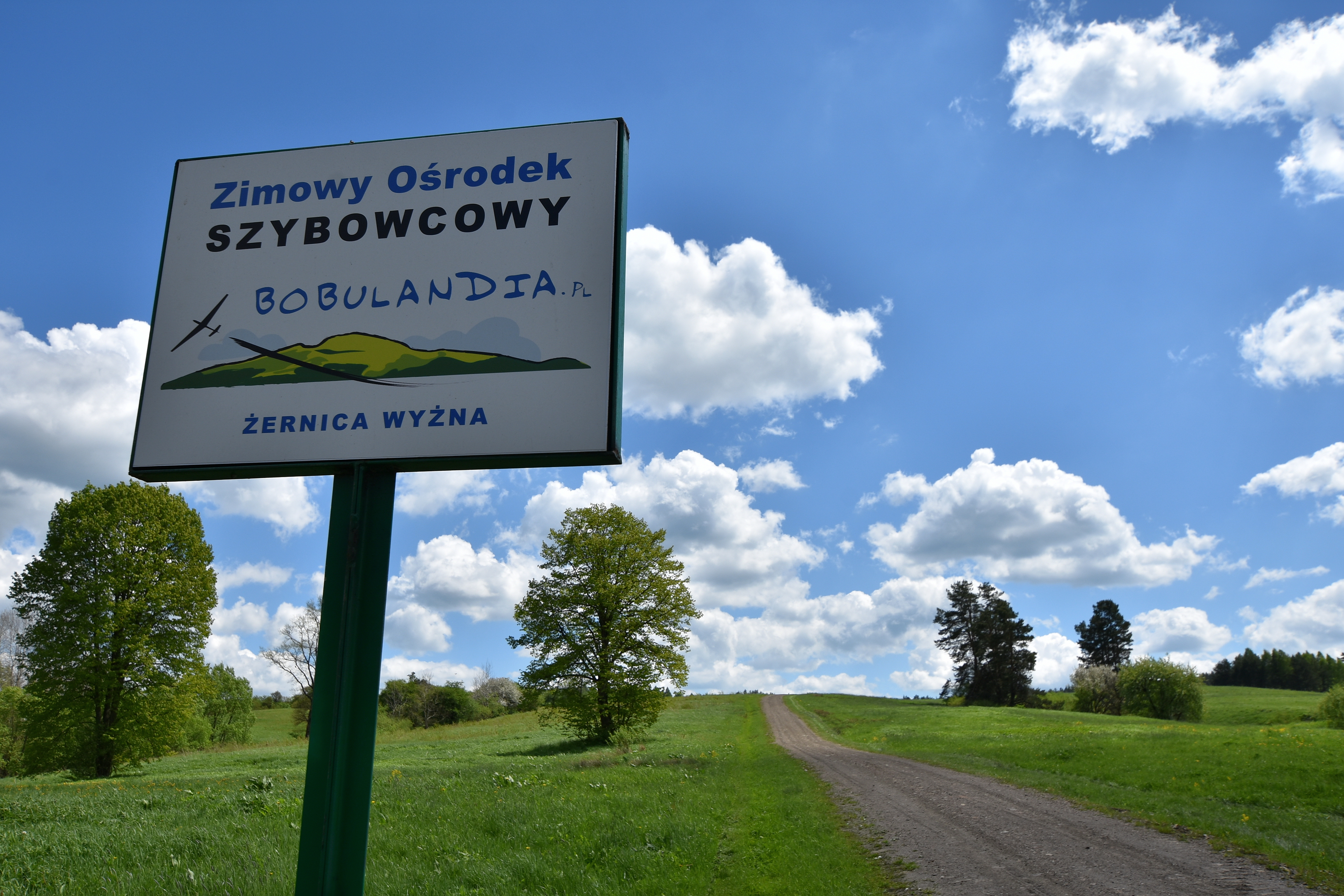